# 1103
Високе Середньовіччя •  Золота доба ісламу •  Реконкіста •  Хрестові походи •  Київська Русь

## Геополітична ситуація
Візантію очолює Олексій I Комнін. Генріх IV є імператором Священної Римської імперії, а Філіп I — королем Франції.
Апеннінський півострів розділений: північ належить Священній Римській імперії, середню частину займає Папська область, південна частина півострова окупована норманами. Деякі міста півночі: Венеція, Піза, Генуя, мають статус міст-республік.
Південь Піренейського півострова захопили Альморавіди. Північну частину півострова займають християнські Кастилія, Леон (Астурія, Галісія), Наварра, Арагон та Барселона. Королем Англії є Генріх I Боклерк.
У Київській Русі княжить Святополк Ізяславич, Польща розділена між синами Владислава Германа Збігнєвом та Болеславом. На чолі королівства Угорщина стоїть Коломан I.
На Бльзькому сході існують держави хрестоносців: Єрусалимське королівство, Антіохійське князівство, Едеське графство. Сельджуки окупували Персію та Малу Азію, в Єгипті владу утримують Фатіміди, у Магрибі панують Альморавіди, у Середній Азії правлять Караханіди, Газневіди втримують частину Індії. У Китаї продовжується правління династії Сун. На півдні Індії домінує Чола. В Японії триває період Хей'ан.

## Події
- З'їзд князів Київської Русі біля Долобського озера. Спільний похід на половців, що завершився перемогою над кочівниками.
- Король Норвегії Магнус III Босоніг загинув у бою. Королівство розділили між собою його сини Сігурд, Ейстейн та Олаф.
- Князя Антіохійського князівства Боемунда викупили з тюркського полону.
- Раймунд IV Тулузький побудував фортецю, яка відрізала Триполі від моря.
- Місто Лунд стало центром архієпископства, яке охоплювало всю Скандинавію.

## Померли
- Ерік I, король Данії.